# Кравчун Степан Іванович
Степан Іванович Кравчун (9 квітня 1936, с. Тарасівка — 25 листопада 2019) — генеральний директор Запорізького автомобільного заводу в 1983—1996, брав участь у налагодженні серійного випуску автомобіля «Таврія». Почесний громадянин Запоріжжя. Один з творців футбольного клубу «Торпедо» (Запоріжжя). Кандидат технічних наук.

## Біографія
Народився 9 квітня 1936 року в селі Тарасівка (нині Пологівського району) в селянській родині. Закінчив агротехнікум в Оріхові, в 1965 році — Запорізький машинобудівний інститут за спеціальністю інженер-механік з обробки металів тиском. Основна трудова біографія С. І. Кравчуна пов'язана із Запорізьким автомобілебудівним заводом («Комунар», «АвтоЗАЗ»). Тут з 1959 року С. І. Кравчун працював на таких посадах: учень слюсаря, слюсар, нормувальник, майстер, начальник групи інструментального господарства, заступник начальника цеху, начальник цеху, заступник начальника корпусу, начальник корпусу, головний технолог, головний інженер. У 1983—1996 — генеральний директор виробничого об'єднання «ЗАЗ» (з 1994 — ВАТ «АвтоЗАЗ»). Брав участь у налагодженні серійного випуску автомобілів «Запорожець», «Таврія» та «Славута». Входив до Національної ради соціального партнерства, до Ради промисловців і підприємців при Президенті України.
Зробив великий внесок у розвиток підприємства, благоустрій міста. За час керівництва підприємством С. І. Кравчуном у Комунарському районі Запоріжжя було зведено понад 50 тис. м² житла, лікарня на 300 ліжок, санаторій, палац спорту. Автор і співавтор кількох винаходів. З 1997 року — генеральний директор ТОВ «Прогрес». У 2002 був кандидатом у народні депутати України від виборчого округу № 84. При явці в 74 % набрав 16 % голосів, ставши другим з семи кандидатів. На виборах 2012 року був довіреною особою кандидата Олексія Бабуріна.
Помер 25 листопада 2019 року.

## Родина
Дружина Аеліта Іванівна — технік-плановик, син Олексій, дочки Наталія і Тетяна.

## Нагороди
- Два ордени Трудового Червоного Прапора
- Орден Жовтневої Революції
- Почесна відзнака Президента України (1993)[5]
- Почесний громадянин Запоріжжя (2005)